# Enomotarcha alchornea
Enomotarcha alchornea is een vlinder uit de familie tandvlinders (Notodontidae). De wetenschappelijke naam van deze soort is voor het eerst geldig gepubliceerd in 1914 door Schultze.
De soort komt voor in tropisch Afrika.